# صراط بومدين
صراط بومدين أحد أبرز الممثلين المسرحيين الجزائريين.حائز على عدة جوائز في مختلف المهرجانات المسرحية العربية..أحد أشهر أعضاء فرقة تعاونية أول ماي المسرحية التي أسسها الراحل عبد القادر علولة..له إسهامات عديدة في السينما والتلفزيون الجزائريان.
- -البورتريه سنة 19??